# Quendel-Ameisenbläuling

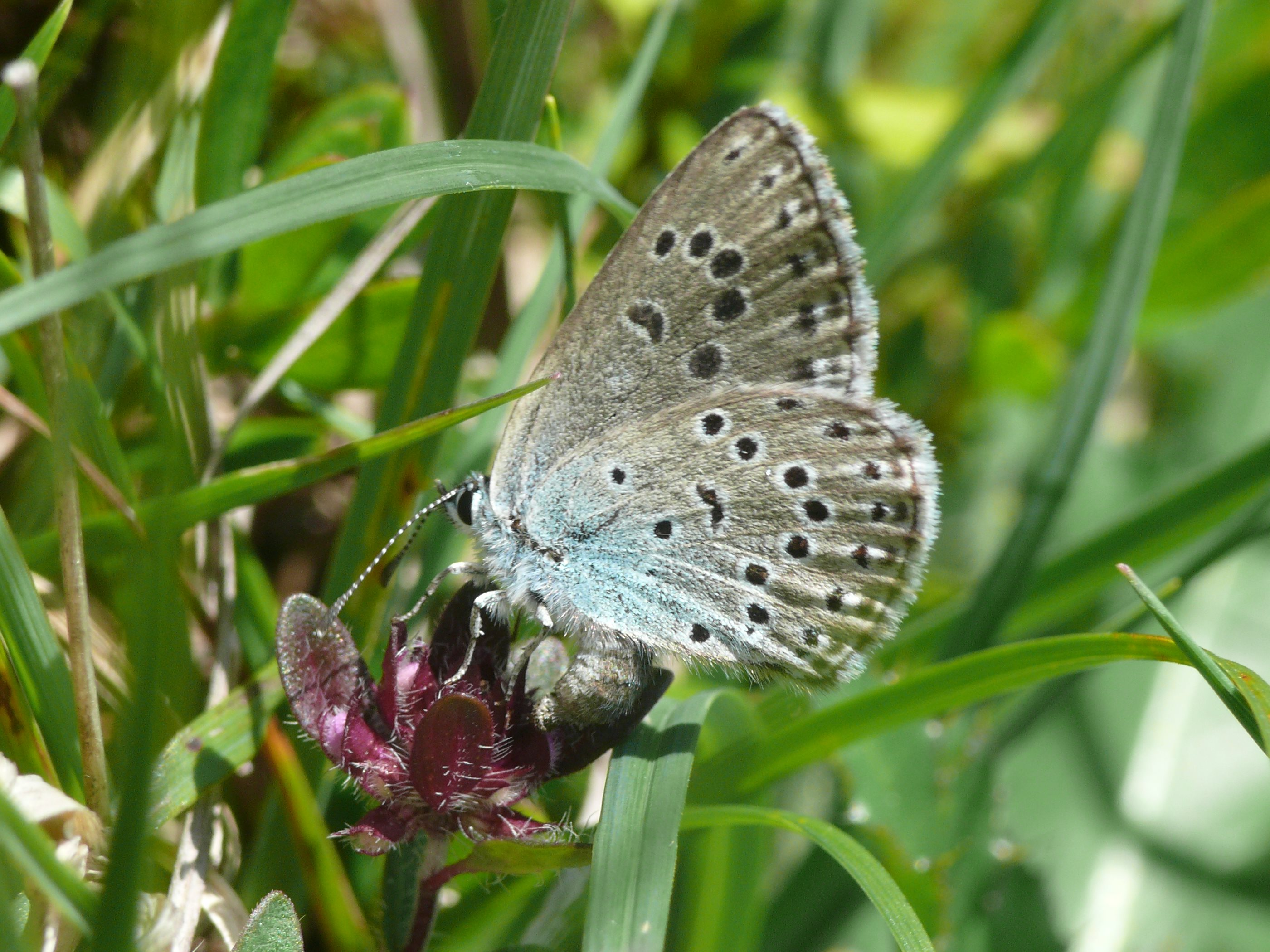
Quendel-Ameisenbläuling bei der Eiablage an Feld-Thymian

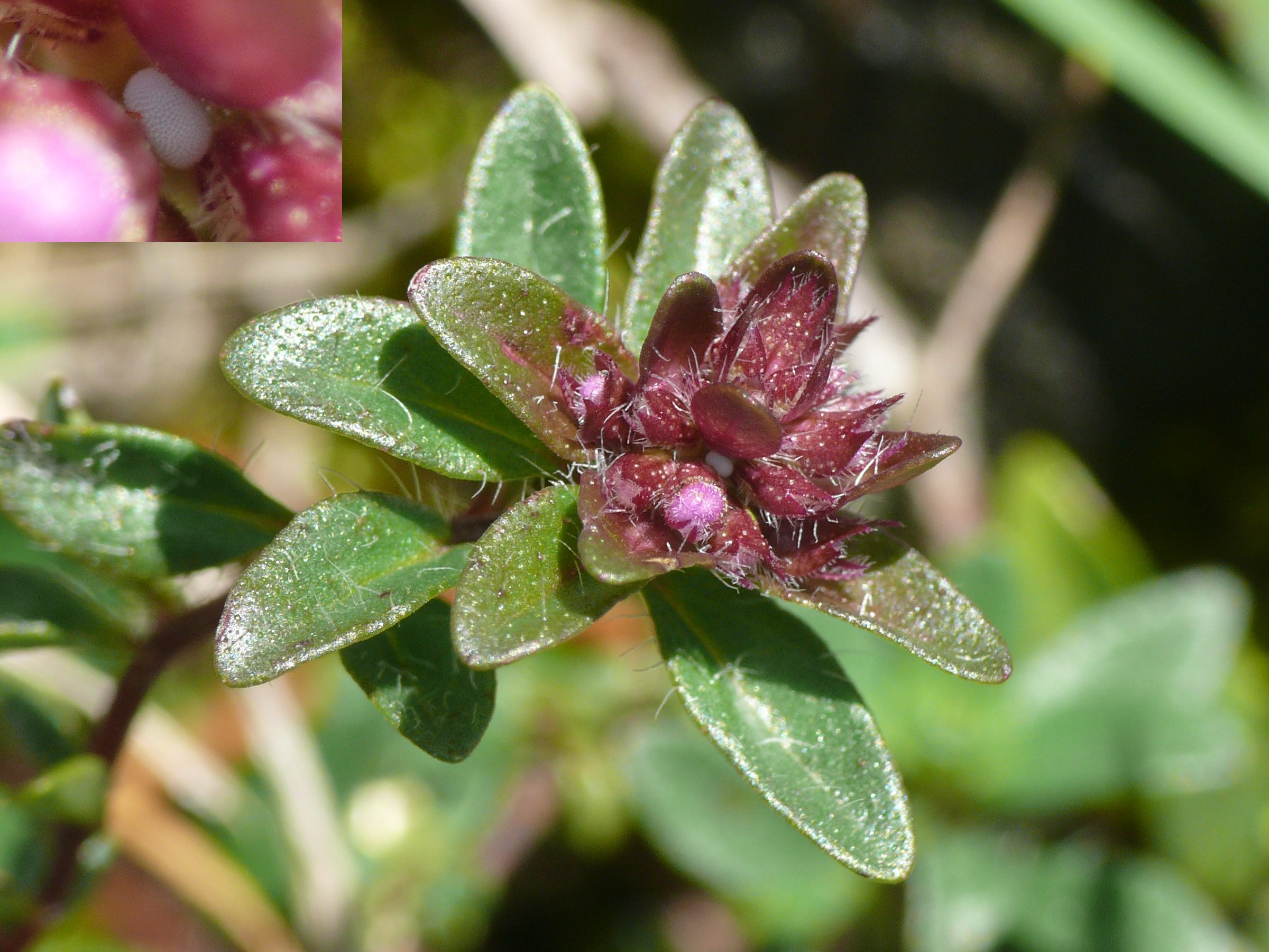
Ei des Quendel-Ameisenbläulings in einem noch präfloralen Thymian-Blütenstand

Der Quendel-Ameisenbläuling (Phengaris arion, Syn.: Maculinea arion), auch  Schwarzgefleckter Bläuling, Schwarzfleckiger Ameisen-Bläuling oder Thymian-Ameisenbläuling genannt, ist ein Schmetterling (Tagfalter) aus der Familie der Bläulinge (Lycaenidae). Das Artepitheton leitet sich von Arion, einem Sänger und Zitherspieler aus der griechischen Mythologie ab. Wie bei vielen Bläulingsarten leben auch die Raupen des Quendel-Ameisenbläulings während eines Teils ihrer Entwicklung myrmekophil im Nest von Ameisen. Sein deutscher Name leitet sich von seinen Raupennahrungspflanzen, den Thymianen ab, von denen manche Arten im Volksmund auch Quendel genannt werden.

## Merkmale

### Imagines
Die Falter erreichen eine Flügelspannweite von 33 bis 42 Millimetern und zählen damit zu den größten in Mitteleuropa heimischen Bläulingen. Die Flügeloberseiten sind einheitlich mattblau und mit einem braunen Außenrand versehen, der bei den Weibchen kräftiger und ausgedehnter ist. Am Ende der Diskoidalzelle befinden sich ein schwarzer Fleck und eine Reihe länglicher, dunkler Postdiskalflecke. Die Unterseiten der Hinterflügel sind an der Basis stark dunkelgrün bestäubt, ferner findet man Wurzelaugen und zwei Reihen deutlicher Saumpunkte. Die Individuen in niederen Lagen sind größer und heller gefärbt als die der Gebirgslagen, die kleiner und dunkler sind. Die mit der Höhenlage zunehmend dunkler werdenden Flügeloberseiten werden als Anpassung an das insgesamt kühlere Klima betrachtet, da diese Falter Wärmestrahlung besser absorbieren können.

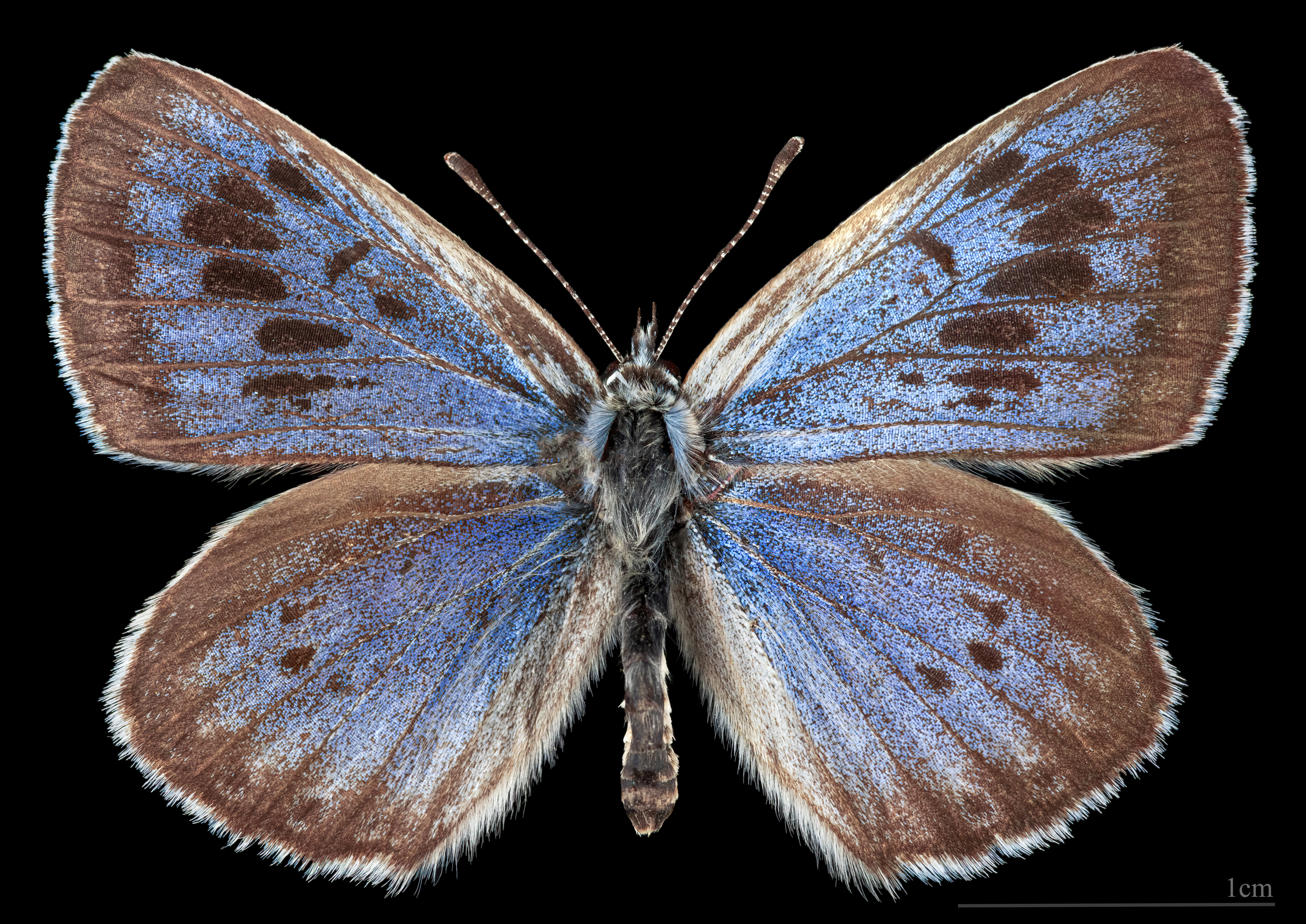
Phengaris arion ♂
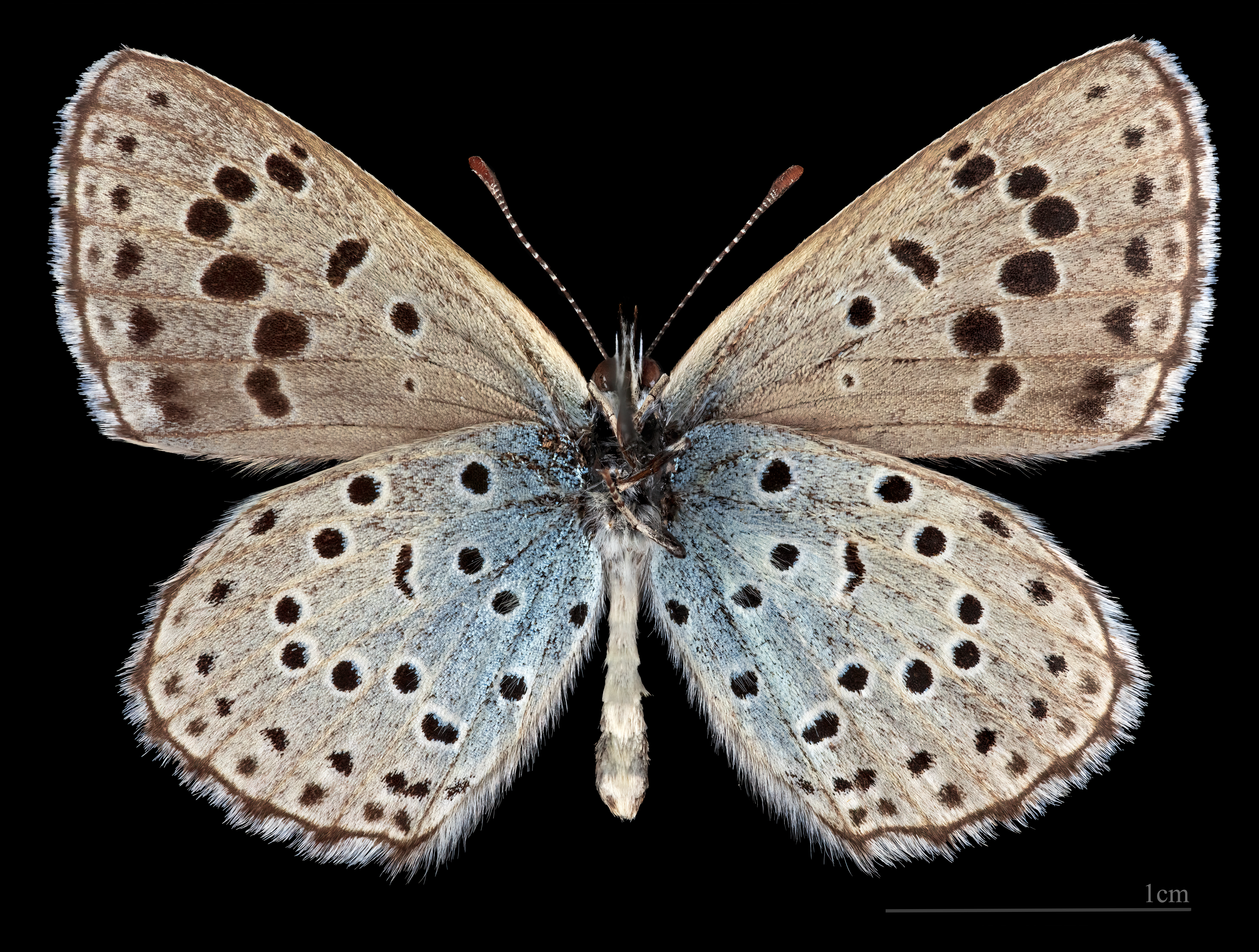
Phengaris arion ♂  △

### Raupen
Die Raupen erreichen eine Länge von etwa 15 Millimetern. Der Körper ist dick und zum Kopf hin stark verjüngt. Dieser ist schwarz und wird von den ruhenden Raupen in den Körper zurückgezogen. Die jungen Raupen sind rosa, sie färben sich später weißlich bis ockerfarben um und sind dann gelegentlich lila bis rosa angehaucht.

### Ähnliche Arten
- Lungenenzian-Ameisenbläuling (Phengaris alcon (Denis & Schiffermüller, 1775))
- Kreuzenzian-Ameisenbläuling (Phengaris rebeli (Hirschke, 1904))

## Vorkommen
Der Quendel-Ameisenbläuling besiedelt trockenwarme, kurzgrasige Standorte mit lückiger Vegetationsstruktur und Störstellen. Dazu zählen Magerrasen, Kalk- und Sandtrockenrasen, Halbtrockenrasen, Silbergrasfluren sowie Heiden. In Deutschland ist die Art vor allem im Süden, etwa auf der Schwäbischen Alb beheimatet; sie ist aber auch weiter nördlich, etwa im oberen Ahrtal und im Weserbergland anzutreffen. Das Verbreitungsgebiet reicht von Westeuropa (zwischenzeitlich ausgestorben auf den Britischen Inseln, erfolgreiche Wiedereinbürgerungsversuche ab 1983) bis nach Ostasien und umfasst hier im Wesentlichen die gemäßigte Zone. Im Norden findet man sie bis Fennoskandinavien (ohne Norwegen), während sie im Süden in Italien und auf Korsika sowie in isolierten Vorkommen auf der Iberischen Halbinsel und der Balkanhalbinsel anzutreffen ist. Den übrigen Mittelmeerraum besiedelt die Art nicht.

## Lebensweise
Die Imagines werden häufig saugend an Thymianen und Oregano angetroffen. Als weitere Nektarpflanzen werden Natternköpfe (Echium), Großblütige Braunelle (Prunella grandiflora), Gewöhnliche Kreuzblume (Polygala vulgaris), Gamander-Ehrenpreis (Veronica chamaedrys), Saat-Esparsette (Onobrychis viciifolia), Vogel-Wicke (Vicia cracca) und Zaun-Wicke (Vicia sepium) genannt.

### Flug- und Raupenzeiten
Der Quendel-Ameisenbläuling bildet eine Generation im Jahr, die von Juni bis Juli fliegt. Die Raupen können ab August und nach der Überwinterung bis Mai angetroffen werden.

### Nahrungspflanzen der Raupen
Die Raupen ernähren sich von folgenden Raupenfutterpflanzen:
Thymianen (Thymus), insbesondere von Sand-Thymian (Thymus serpyllum) und Breitblättrigem Thymian (Thymus pulegioides) sowie Oregano (Origanum vulgare).

## Entwicklung
Die Weibchen legen die Eier einzeln an den Knospen der Raupenfraßpflanzen ab. Die Raupen schlüpfen nach etwa einer Woche und fressen in den ersten drei Stadien zunächst an den Blüten und reifen Samen ihrer Futterpflanze und verlassen diese dann, um in einem dunklen Versteck darauf zu warten, dass sie von Ameisen in deren Nest getragen werden. Den Rest ihrer Entwicklung verbringen die myrmekophilen Raupen mit Ameisen. Sie sind in der Lage, längere Zeit zu hungern, da es einige Zeit dauern kann, bis sie von Ameisen-Arbeiterinnen in ihrem Versteck entdeckt werden. Die Arbeiterinnen legen die Bläulingsraupen dann in einer Brutkammer ab. Bei den Ameisen handelt es sich vor allem um die Knotenameisenarten Myrmica sabuleti und Myrmica schencki. Die Trockenrasen-Knotenameise (Myrmica scabrinodis) wird als gelegentlicher Nebenwirt bezeichnet. Die Bläulingsraupe scheidet über die Rückendrüsen Honigtau ab, der für die Wirtsameisen eine Kohlenhydratquelle darstellt. Sie ernährt sich aber bis zur Verpuppung von den Eiern und Larven des Ameisenwirtes. Die Adoption der Raupen gelingt wohl prinzipiell bei allen Myrmica-Arten, allerdings ist die Mortalität nur bei M. sabuleti gering. Dennoch kommen viele Raupen um, weil sie entweder in Gegenwart der Königin von den Arbeiterinnen angegriffen werden, oder weil sie das Ameisennest leer plündern und sich so selbst die Nahrungsgrundlage entziehen.
Die Raupen überwintern im Nest der Wirtsameisen und setzen ihre Entwicklung im darauf folgenden Jahr fort. Die Falter schlüpfen nach einer Puppenruhe von zwei bis vier Wochen am Morgen, wenn die Aktivität der Ameisen im Nest noch gering ist. Daher gelingt es den meisten Faltern, ohne Angriffe von Ameisen das Nest zu verlassen.

## Gefährdung und Schutz
Der Quendel-Ameisenbläuling ist nach der Bundesartenschutzverordnung (BArtSchV 1999) streng geschützt und im Anhang IV der FFH-Richtlinie gelistet. Die Rote Liste gefährdeter Arten Deutschlands ordnet die Art in der Kategorie 2 (stark gefährdet) ein. Sie wird von der IUCN als global gefährdet eingestuft. Bei Schutzmaßnahmen müssen die Habitatanforderungen der Wirtsameisen unbedingt einbezogen werden. Neben dem direkten Habitatverlust wird auch die Aufgabe verschiedener Nutzungsformen, wie extensive Beweidung und Mahd als Gefährdungsursache genannt. Die daraus resultierende Verbuschung gefährdet den Standort ebenso wie eine zu intensive Beweidung. Weiterhin spielt das Mikroklima des jeweiligen Standortes offenbar eine entscheidende Rolle. Ist der Erdboden durch die Vegetation zu stark beschattet, verlässt Myrmica sabuleti das Nest. Ferner spielt auch die Populationsdichte der Wirtsameisen in einem Areal eine wesentliche Rolle, da in einem Ameisennest meist nur eine parasitisch lebende Raupe zu finden ist.